# Star Search
Star Search was een televisieprogramma van 1983 tot 1995, gepresenteerd door Ed McMahon.
Het was een grote talentenjacht. Star Search werd een format waar andere programma's zich op baseerden zoals: Idols.
Star Search lanceerde de carrières van onder andere: Ray Romano, Dennis Miller, Rosie O'Donnell, Martin Lawrence, Britney Spears, Christina Aguilera, Countess Vaughn, LeAnn Rimes, Usher, Sinbad, Justin Timberlake, Tracey Ross, Charles Divins en vele andere performers.